# Давитиашвили, Денис Александрович
Денис Александрович Давитиашвили (р. 17 мая 1974) — депутат Государственной Думы Российской Федерации пятого созыва.

## Биография
Денис родился 17 мая 1974 года в Архангельске. Получил образование в Московском государственном университете им. М. В. Ломоносова.
В 2006 году окончил Российскую академию государственной службы при Президенте Российской Федерации.
С 2002 года — гендиректор московского торгового ЗАО «Дельта Телеком». С мая 2003 года по 2005 год работал в федеральном государственном унитарном эксплуатационном предприятие «Экспр» Минимущества РФ (управление эксплуатацией жилого фонда).
В 2005 году — гендиректор московских посреднических ООО «Арстон» и ЗАО «КонверсИнвест».
В 2007 году баллотировался в Государственную думу V созыва от ЛДПР, первое место по региональной группе списка партии № 6, Архангельская область. Избран не был.
В 2008 году получил вакантный мандат депутата Государственной думы. Был членом комитета ГД по промышленности. Был заместителем председателя комитета ГД по делам национальностей. Член фракции «ЛДПР». Член Комитета ГД по промышленности. Заместитель председателя Комитета ГД по делам национальностей.
В 2010 году задолжал 200 миллионов рублей, из-за чего судебные приставы реквизировали у него автомобиль марки Ferrari.
Был женат на Маше Малиновской.

## Скандалы
- Арест «Феррари»[1].
- Судебный процесс о не возврате долга[2]
- Подозрения в грабеже[3]